# Årjäng
Årjäng ist eine Ortschaft (tätort) in der schwedischen Provinz Värmlands län und Hauptort der gleichnamigen Gemeinde.
Der Ort liegt im Südwesten der historischen Provinz Värmland, etwa 30 Kilometer von der norwegischen Grenze entfernt am Nordende des Sees Västra Silen. Die Wirtschaft von Årjäng ist hauptsächlich auf die Produktion von Mobiltelefonen und Autozubehör ausgerichtet, doch verändert sich die Struktur durch die EU-Mitgliedschaft Schwedens einerseits und dem wachsenden Wohlstand Norwegens andererseits. Die gesunkenen Preise im EU-Land Schweden und das durch den Ölreichtum steigende Preisniveau in Norwegen erzeugen ein Spannungsfeld, in dem der grenzüberschreitende Handel sich verstärkt.

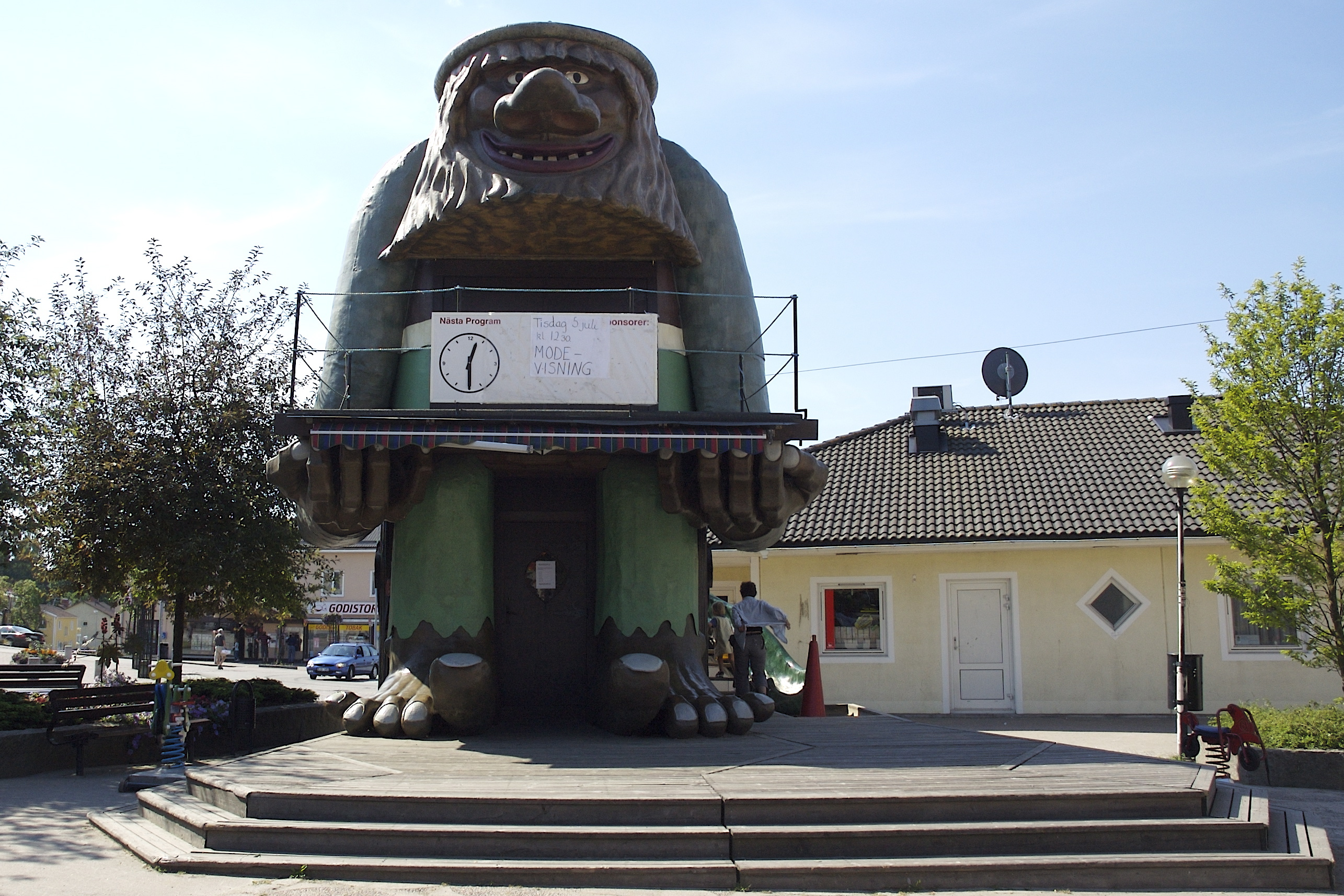
Trollfigur, ehemaliger Marktplatz

Auf dem neuen Marktplatz an der E18 steht eine überdimensionale Trollfigur, welche die größte ihrer Art in Schweden darstellt. Auf dem Balkon, den der Troll in seinen Armen hält, treten im Sommer verschiedene Künstler auf.
Das Zentrum des Ortes wurde seit 2005 stark verändert. Die Schaffung eines neuen Einkaufszentrums, ein Hotelneubau mit vorgelagertem neuen Marktplatz, die Bebauung des alten Marktplatzes und der Abriss des alten Hotels standen im Zentrum der Umgestaltung.
Der alte Marktplatz, auf dem die Figur sich bis 2007 befand, existiert seit den umfangreichen Umbauarbeiten im Ortszentrum nicht mehr.
Touristisch und ökologisch bedeutsam ist die auch in Schweden einmalige Seenlandschaft, in deren Zentrum Årjäng liegt. Die großen Seen sind durch den Dalsland-Kanal verbunden, sodass man mit dem Boot problemlos von See zu See reisen kann. Insbesondere Kanufahrer und Wanderer aus ganz Europa besuchen den Ort, um von dort aus zu ihren Touren aufzubrechen. Das Naturreservat Glaskogen (Gla-Wald) liegt nur wenige Kilometer entfernt.
Außerdem gibt es im Ort eine Trabrennbahn, die vom Betreiber als „Schwedens Schönste“ beworben wird.

## Industrie
Der Ort ist Sitz der Lennartsfors AB, ein Hersteller von Waldbearbeitungsmaschinen und Mopeds.

## Söhne und Töchter der Stadt
- Victor Sjöström (1879–1960), schwedischer Regisseur, Drehbuchautor und Schauspieler
- Per-Gunnar Andersson (* 1980), Rallyefahrer
- Arne Westgren (1889–1975), schwedischer Chemiker